# Kiss (倉木麻衣の曲)
「Kiss」（キス）は、日本の歌手・倉木麻衣の楽曲。16作目のCDシングルとして、2003年4月30日にGIZA Studioから発売された。表題曲は「Feel fine!」以来2度目となる、倉木自身が出演した資生堂「シーブリーズ」CMソングに採用された。シングル盤の規格品番はGZCA-7016。

## 概要
3か月連続リリースとなるシングル作品の第2弾。M-1「Kiss」は、メジャーデビュー後のシングル表題曲としては初となるYOKO B. Stoneの作曲作品である。デモテープでは最初に仮英詞がついていて、そこからイメージして日本語の歌詞が書かれた。曲はアコースティック・ギターのストロークとほぼ同時にサビが歌われるという始まり方がクールさを感じさせるもので、R&Bのリズムを軸に夏の解放感が加わり、ポップで爽やかなサウンドでありながらセクシーな雰囲気のある歌を目指して制作された。タイトルの ″Kiss″ には、「愛しい人に言葉ではなく行動で想いを伝えたい」という意味が込められている。

## 収録曲
1. Kiss (4:37)
作詞: 倉木麻衣 / 作曲: YOKO Black. Stone / 編曲: Cybersound
2. You are not the only one (4:04)
作詞: 倉木麻衣 / 作曲: 徳永暁人 / 編曲: Cybersound
3. Kiss〈Instrumental〉(4:34)

## 参加ミュージシャン
- 倉木麻衣 – コーラス（#1,2）
- ジョニー・リスク – ギター
- わたなべりょう – ギター（#1）
- YOKO Black. Stone – コーラス（#1）
- ミシェル・アフリック – コーラス・ラップ（#2）
- ケイス・バジー – コーラス（#1）

## 収録アルバム
- If I Believe
- Mai Kuraki Single Collection 〜Chance for you〜

## 参考資料
- 解説:佐伯明『WHAT's IN? Mai-K 2015年 1月号増刊』エムオン・エンタテインメント、2014年11月17日。